# Batalha de Elsenborn Ridge
O Elsenborn Ridge é uma linha de pequenas serras e encostas (inglês: ridges) a oeste da cidade de Elsenborn, Bélgica, na floresta das Ardenas que ficou conhecida por sua participação na Batalha das Ardenas. Unidades do V Corpo do 1º Exército dos Estados Unidos seguraram as serras do ataque alemão promovido pela 12ª Divisão Panzer da SS, protegendo os depósitos de suprimentos nas cidades de Liège e Spa, na Bélgica, e também protejeu as junções de estradas vitáis no Elsenborn Ridge que levavam ao Rio Mosa e a Antuérpia. Esse foi o único setor defendido pelos americanos nas Ardenas em que os alemães falharam em avançar durante a batalha das Ardenas.

## Fotos da batalha

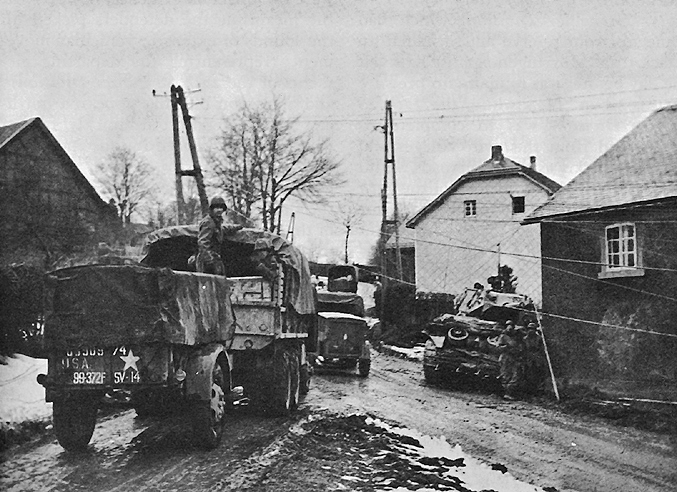
Veículos da 99ª Divisão Americana se movendo por Wirtzfeld na direção de Elsenborn.
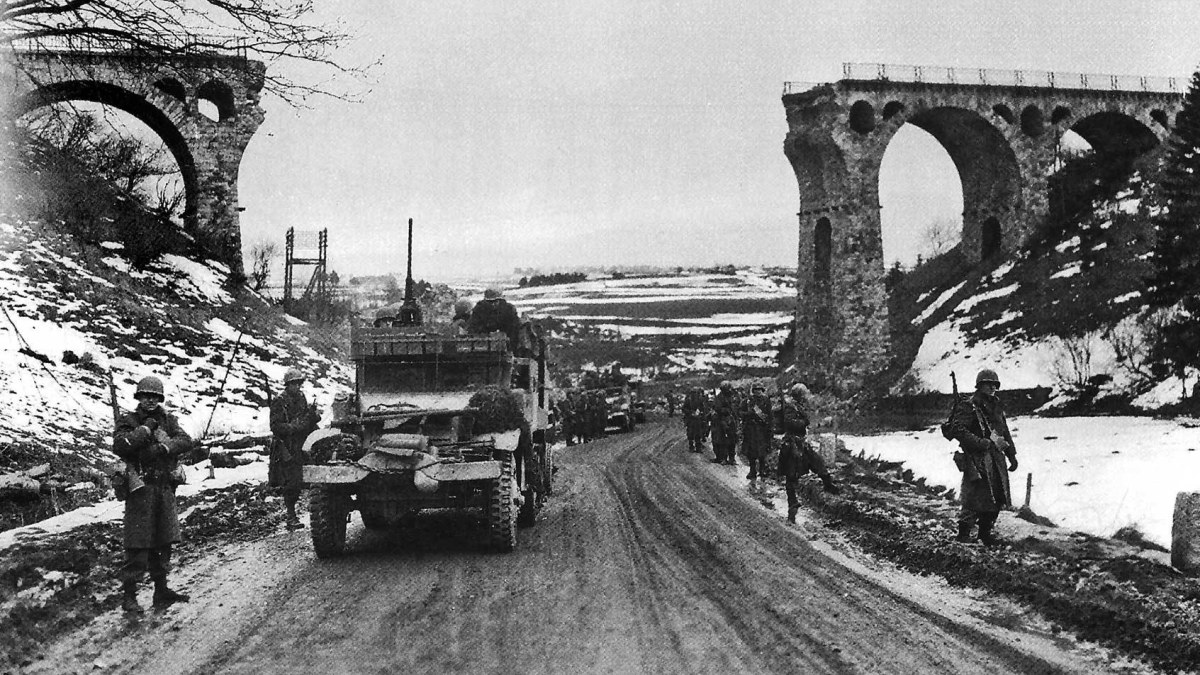
Tanques e homens de infantaria americanos perto de Butgenbach.
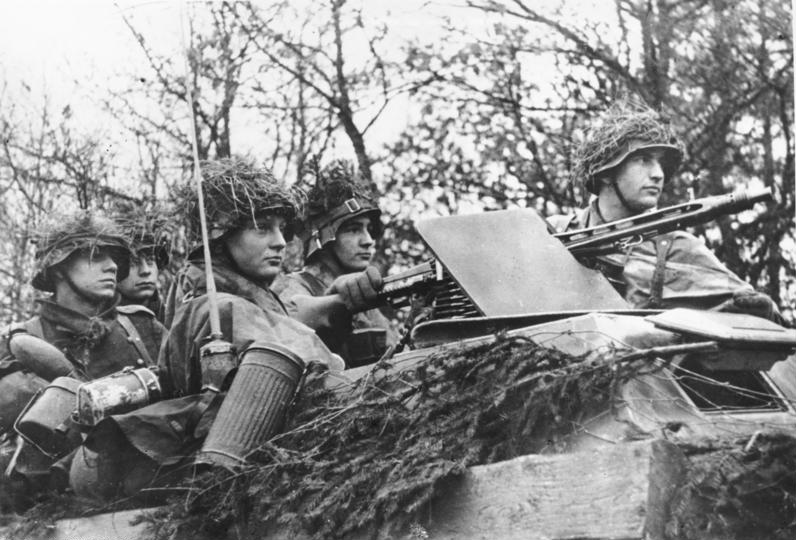
Tropas alemãs em cima de um blindado durante a batalha.
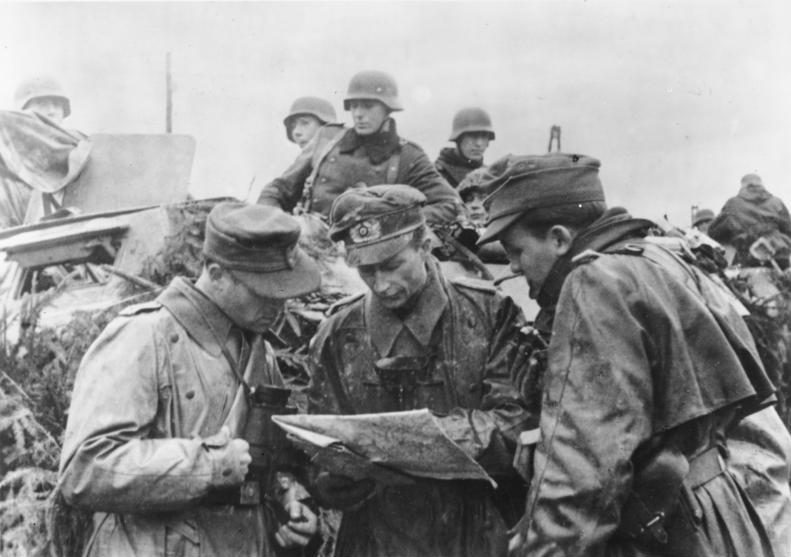
Comandantes alemães planejando a ofensiva.